# La trattativa
La trattativa (reso graficamente come #LaTrattativa) è un film del 2014 scritto e diretto da Sabina Guzzanti.
La pellicola, di genere documentaristico, ha come tema centrale la trattativa Stato-mafia, la negoziazione tra lo Stato italiano e Cosa nostra avvenuta nei primi anni novanta e il suo effetto sulla democrazia.
La produzione del film è risultata complessa e travagliata e ha richiesto quattro anni di lavorazione. La trattativa ha avuto la sua anteprima mondiale alla 71ª Mostra internazionale d'arte cinematografica di Venezia, dove è stato presentato fuori concorso. In seguito, il film è stato distribuito a partire dal 2 ottobre dello stesso anno dalla BiM Distribuzione.

## Trama
Ispirandosi allo stile del film-documentario Tre ipotesi sulla morte di Pinelli (1970) di Elio Petri, il film è un racconto di alcuni episodi della storia italiana dagli anni novanta in poi, definiti come "Trattativa stato mafia". Attori ed attrici interpretano alcune figure del periodo: mafiosi, massoni, agenti dei servizi segreti, alti ufficiali, magistrati, politici, vittime e persone oneste. Gli interrogativi posti nel corso del film sono tanti. Cosa si intende per trattativa? Quali concessioni in cambio della cessazione delle stragi? Chi assassinò Giovanni Falcone e Paolo Borsellino? Il tutto con una riflessione sui rapporti tra mafia, politica, Chiesa, forze dell'ordine.

## Cast e interpreti
- Sabina Guzzanti è la narratrice e interpreta una professoressa di teologia, una giornalista e Silvio Berlusconi.
- Ninni Bruschetta interpreta un professore di teologia e un Pubblico ministero
- Lucia Mascino interpreta una professoressa di teologia.
- Enzo Lombardo interpreta Gaspare Spatuzza, un giudice e un barbiere.
- Sabino Civilleri interpreta Enzo Scarantino e Massimo Ciancimino a 18 anni.
- Filippo Luna interpreta Massimo Ciancimino a 45 anni e un magistrato.
- Franz Cantalupo interpreta Vito Ciancimino, un poliziotto e un magistrato.
- Nicola Pannelli interpreta il Colonnello Riccio e un magistrato.
- Michele Franco interpreta Giancarlo Caselli, un massone, un magistrato, Ezio Cartotto e un agente dei servizi segreti (probabilmente Lorenzo Narracci).
- Claudio Castrogiovanni interpreta Luigi Ilardo e un calciatore della squadra Bacigalupo.
- Sergio Pierattini interpreta il Colonnello Mario Mori.
- Maurizio Bologna interpreta Marcello Dell'Utri e un magistrato.
- Jay Natelle interpreta un mafioso americano.
- Sandro Maria Campagna interpreta Giuseppe Graviano, un poliziotto, un Pubblico Ministero, un giocatore della Bacigalupo.
- Guglielmo Rubino interpreta un mafioso, un prete, un poliziotto e un giocatore della Bacigalupo.

## Distribuzione
La première mondiale de La trattativa si è svolta il 3 settembre 2014 durante la 71ª Mostra internazionale d'arte cinematografica di Venezia. La pellicola è stata successivamente distribuita sul territorio nazionale italiano a partire dal 2 ottobre 2014 dalla BiM Distribuzione.
La trattativa è stato pubblicato in 158 sale italiane incassando 176.000 euro nei primi quattro giorni di programmazione, piazzandosi in decima posizione al botteghino. La settimana successiva, il film ha totalizzato 89.769 euro con un incasso complessivo di 342.000 euro.

## Accoglienza
Al momento della sua anteprima, La trattativa è stata accolto positivamente dalla stampa nazionale, ottenendo applausi e ottime recensioni. Il sito MYmovies.it ha assegnato al film un punteggio medio di 3,57 su 5, sulla base di 25 recensioni.